# Nico Boon
Nico Boon (1978) is een Vlaamse toneelschrijver, regisseur en acteur. 

## Biografie
Boon studeerde in 2006 af als meester in de dramatische kunsten aan het RITCS (Royal Institute for Theatre, Cinema and Sound) in Brussel. Zijn toneeltekst Komt op/Gaat af werd in 2019 genomineerd voor de Taalunie Toneelschrijfprijs. Voor zijn jeugdtheaterstuk Raarhaar (8+) ontving hij in 2025 de Nederlands-Duitse jeugdtoneelschrijfprijs Kaas & Kappes.

### Toneelteksten
- 2023 Raarhaar (8+)
- 2022 21.02.2021 De wereld in één dag, één dag in de wereld
- 2020 Zwanen (7+)
- 2019 Komt op/Gaat af
- 2016 De vraag is niet: of, maar: wanneer
- 2015 Quicksand Valley
- 2014 Guess who’s coming to dinner?
- 2011 Het biedt geen troost
- 2009 Gezongen Zeer
- 2008 Buurman
- 2006 Lobotomieman

### Vertaalde toneelteksten
- 2024 Echt sonderhaar (Raarhaar), vertaald naar het Duits door Christine Bais
- 2023 Entre/Sort (Komt op/Gaat af), vertaald naar het Frans door Isabelle Grynberg
- 2021 Schwäne (Zwanen), vertaald naar het Duits door Christine Bais
- 2020 Enters/Exits (Komt op/Gaat af), vertaald naar het Engels door Paul Evans
- 2020 Tritt auf/Geht ab (Komt op/Gaat af), vertaald naar het Duits door Christine Bais

## Prijzen en nominaties
- 2025 Winnaar Nederlands-Duitse jeugdtoneelschrijfprijs Kaas & Kappes voor Raarhaar
- 2019 Nominatie Taalunie Toneelschrijfprijs voor Komt op/Gaat af